# Олимпийский огонь

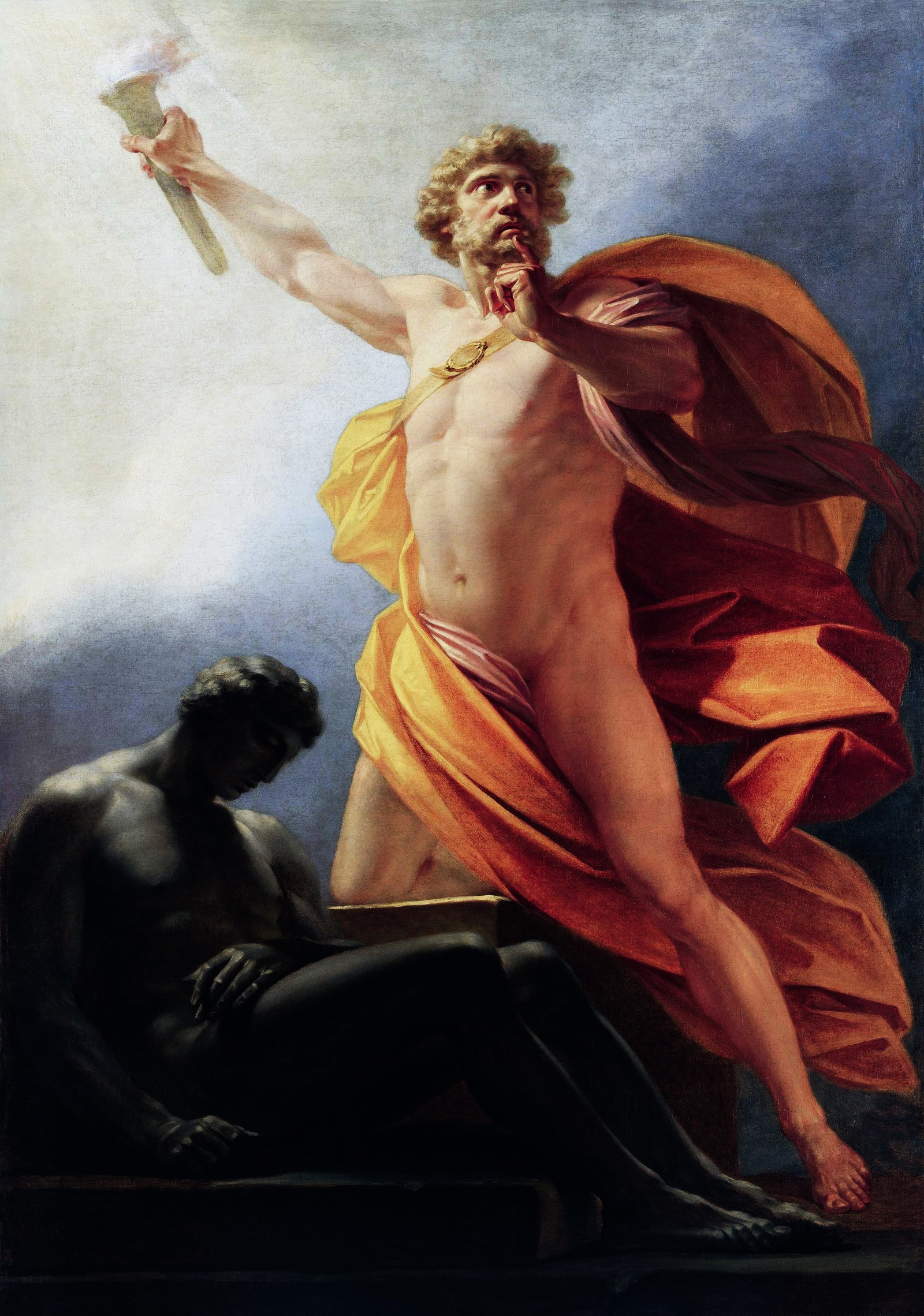
Генрих Фридрих Фюгер. Прометей приносит огонь людям (1817)

Олимпийский огонь — один из символов Олимпийских игр. Этот огонь возжигают в городе проведения Игр во время их открытия, и он горит непрерывно до их окончания.
Возрождение основанной на древнегреческих ритуалах традиции состоялось при проведении Олимпийских игр 1928 года в Амстердаме на Олимпийском стадионе, за проект которого голландский архитектор Ян Вилс был награждён золотой медалью в конкурсе искусств. Огонь горел и на стадионе Игр в Лос-Анджелесе в 1932 году.
Во время Олимпийских игр 1936 года в Берлине впервые была проведена эстафета Олимпийского огня (согласно пропагандистской идее Карла Дима, восходящей к греческому ритуалу лампадодромии). Более 3000 бегунов участвовали в доставке факела из Олимпии в Берлин. На зимних Олимпийских играх огонь возжигался и в 1936, и в 1948 году, но эстафета впервые была проведена в 1952 году перед зимними Олимпийскими играми в Осло, причём брала начало не в Олимпии, а в Моргедале.
Обычно возжигание огня доверяют известному человеку, чаще всего спортсмену, хотя бывают и исключения. Быть избранным для проведения этой церемонии считается большой честью.

## Эстафета

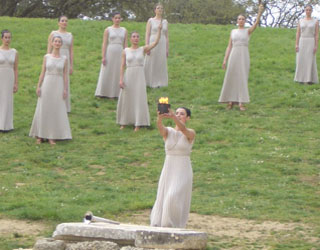
Греческая актриса Мария Нафплиоту (в центре) на церемонии возжигания олимпийского огня, 2008 год

В настоящее время олимпийский огонь возжигают в Олимпии (Греция), за несколько месяцев до открытия игр. Одиннадцать женщин, в основном актрисы, изображающие жриц, проводят церемонию, в ходе которой верховная жрица (греч. πρωθιέρεια) возжигает огонь с помощью параболического зеркала, фокусирующего лучи Солнца. Топливом для факела служит природный газ. Затем этот огонь доставляют в город, проводящий Олимпийские игры. Обычно используют факел, который несут бегуны, передавая его друг другу по эстафете, однако в разное время использовались и другие способы транспортировки. Кроме основного факела, от олимпийского огня зажигают и специальные лампы, предназначенные для хранения огня на случай, если основной факел (или даже огонь на самих играх) погаснет по той или иной причине. Известно несколько случаев, когда огонь затухал: во время игр (Монреаль, 1976, во время ливня), в Лондоне в 2012 году за 20 дней до игр, а также в Москве и Благовещенске в 2013 году.
В 1928 году в Амстердаме была построена специальная башня для олимпийского огня.
Для Игр в Берлине огонь был возжжён от солнца 20 июля 1936 года, в церемонии приняло участие 15 девушек, и верховная жрица передала факел греческому бегуну Константину Кондилису (Κωνσταντίνος Κονδύλης), который начал эстафету.
Во время проведения Олимпиады в Лондоне (1948) — первых Олимпийских игр после Второй мировой войны — первым факелоносцем стал капрал греческой армии, который перед началом эстафеты олимпийского огня снял свою военную форму и оружие в знак священного перемирия.
Сюрпризы начались уже в 1952 году. Организаторы зимних игр решили отказаться от традиционной идеи возжигания олимпийского огня. Источником огня стал камин в доме-музее пионера норвежского лыжного спорта Сондре Норхейма в Моргедале. Весь эстафетный путь был проделан на лыжах.
В том же году огонь летней Олимпиады в Хельсинки часть пути (из Греции в Швейцарию) пролетел на самолёте. Кроме того, в Финляндии он был смешан с пламенем, возжжённым от незаходящего полярного Солнца.
В 1956 году для зимних игр в Кортина д’Ампеццо огонь возжгли в храме Юпитера в Риме, а для зимних игр 1960 года — вновь в Моргедале. В 1994 году для зимних игр в Лиллехаммере в Моргедале возжгли второй огонь, неофициальный по сравнению с огнём, возжжённым в Олимпии, что крайне расстроило греков.
В 1964 году эстафета олимпийского огня была очень короткой. Огонь самолётом был доставлен из Афин в Вену, а оттуда в Инсбрук.
Эстафета олимпийского огня Олимпиады в Мехико повторила большей частью маршрут путешествия Христофора Колумба.
В 1976 году для того, чтобы перебраться из Европы в Америку, часть энергии пламени была уловлена сенсором, преобразована в радиосигнал, который через спутник был отправлен в Оттаву, где инициировал поджигание нового факела при помощи лазерного луча, и эстафета продолжилась.
В 1992 году огонь был возжжён горящей стрелой, выпущенной из лука паралимпийцем Антонио Ребольо.
С 1996 года организацию и спонсирование эстафеты олимпийского огня осуществляет компания «Кока-Кола». Используя свои общественные программы, компания активно участвует в отборе факелоносцев.
В 2000 году в Сиднее олимпийский огонь даже успел около трёх минут пробыть под водой.
Первая кругосветная эстафета олимпийского огня состоялась перед открытием Олимпиады 2004 года в Афинах. Путешествие длилось 78 дней, за которые была покрыта дистанция длиной 78 000 километров и задействовано 11 300 факелоносцев.

### Критика и протесты
Карл Дим разработал идею эстафеты олимпийского огня для летних Олимпийских игр 1936 в Берлине, которые были организованы нацистами под патронажем Йозефа Геббельса. Репутация Карла Дима оказалась разрушенной после того, как стало известно о его выступлении на Олимпийском стадионе в Берлине в марте 1945 года перед членами Гитлерюгенда, на котором он призвал состоявших в Гитлерюгенде подростков (членство в котором считалось обязательным для арийцев с 1936 года) защищать столицу до смерти, как это делали спартанцы античности. В результате штурма Берлина большинство из защищавших его детей и подростков из Гитлерюгенда — около двух тысяч — погибли.
Олимпийская эстафета неоднократно служила объектом нападения с целью привлечения внимания к различным проблемам, в том числе не связанным с олимпийским движением.
Международным олимпийским комитетом принято решение о прекращении международных этапов эстафеты олимпийского огня и об ограничении её лишь территорией страны, принимающей Олимпиаду.

## Церемония возжигания олимпийского огня

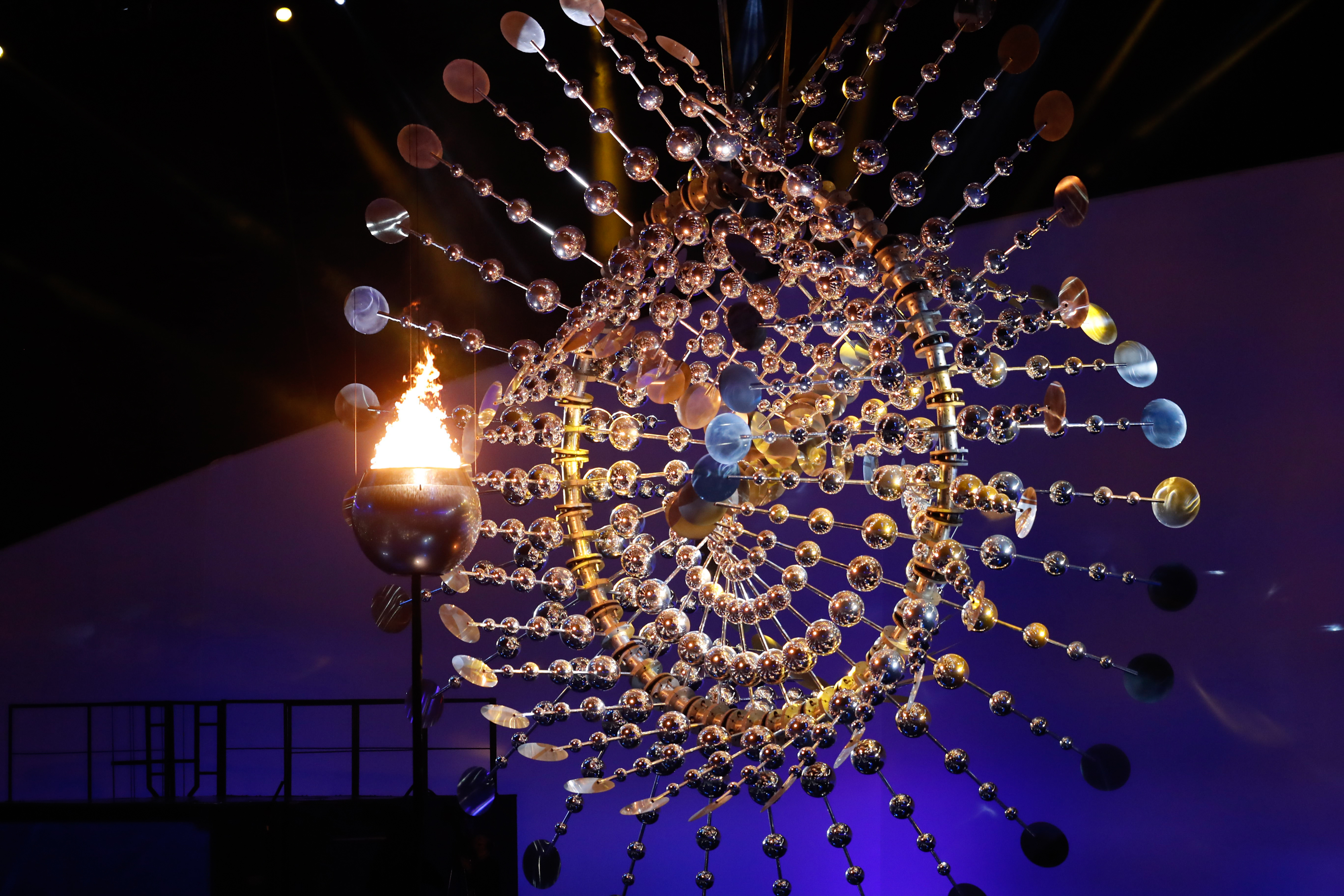
Чаша с олимпийским огнем на стадионе «Маракана»

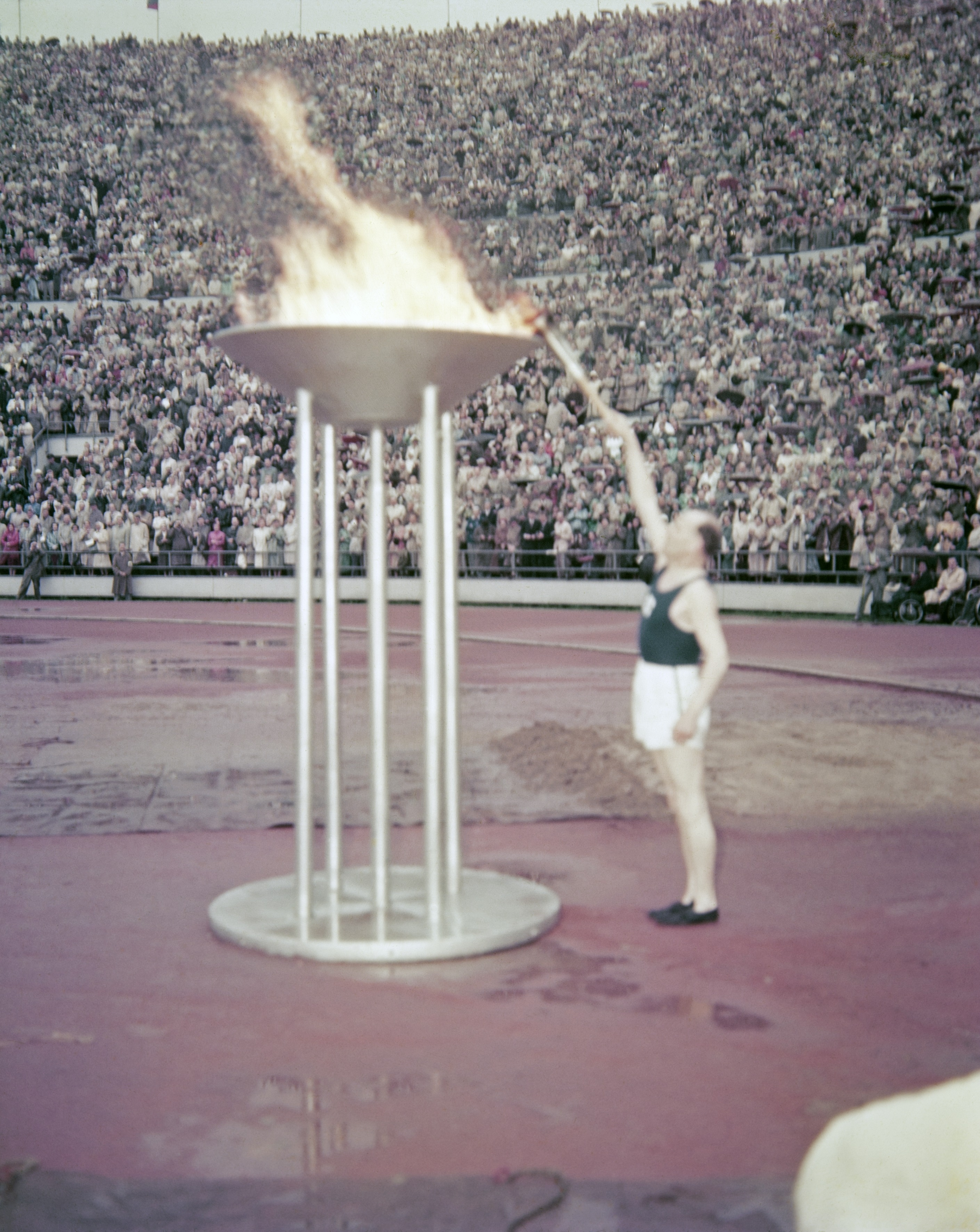
9-кратный олимпийский чемпион Пааво Нурми возжигает огонь в олимпийском Хельсинки-52

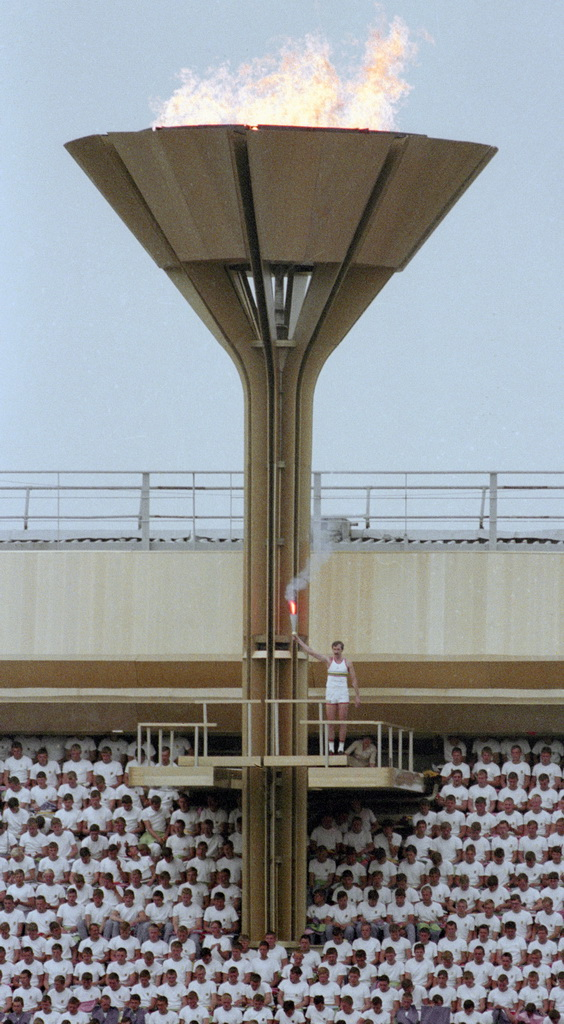
Сергей Белов только что возжёг огонь московской Олимпиады (1980)

Эстафета завершается на центральном стадионе столицы игр, в конце церемонии их открытия. Последний участник эстафеты возжигает огонь в чаше, установленной на стадионе, где он продолжает гореть до окончания игр.
Организаторы игр стараются придумать оригинальный способ возжигания огня в олимпийской чаше и сделать это событие запоминающимся. Подробности церемонии держатся в тайне до самого последнего момента. Кому будет поручено возжечь огонь, обычно также заранее не сообщается. Как правило, это поручают известному спортсмену страны — хозяйки Олимпиады.

## Получили право возжечь олимпийский огонь

### Летние Олимпийские игры
| Игры | Город              | Факелоносец                                                                                            | Специализация                                                                                       |
| ---- | ------------------ | --- | --------------------------------------------------------------------------------------------------- |
| 1936 | Берлин             | Фриц Шильген                                                                                           | Лёгкая атлетика                                                                                     |
| 1948 | Лондон             | Джон Марк                                                                                              | Лёгкая атлетика                                                                                     |
| 1952 | Хельсинки          | Пааво Нурми                                                                                            | Лёгкая атлетика                                                                                     |
| 1956 | Мельбурн Стокгольм | Рон Кларк Ханс Викне                                                                                   | Лёгкая атлетика Конный спорт                                                                        |
| 1960 | Рим                | Джанкарло Перис                                                                                        | Лёгкая атлетика                                                                                     |
| 1964 | Токио              | Ёсинори Сакаи                                                                                          | Студент, родившийся 6 августа 1945 года, в день атомной бомбардировки Хиросимы                      |
| 1968 | Мехико             | Энрикета Басилио                                                                                       | Лёгкая атлетика                                                                                     |
| 1972 | Мюнхен             | Гюнтер Зан                                                                                             | Лёгкая атлетика                                                                                     |
| 1976 | Монреаль           | Стефан Префонтен, Сандра Хендерсон                                                                     | Молодые спортсмены, представители франко- и англоязычной Канады                                     |
| 1980 | Москва             | Сергей Белов                                                                                           | Баскетбол                                                                                           |
| 1984 | Лос-Анджелес       | Рафер Джонсон                                                                                          | Лёгкая атлетика                                                                                     |
| 1988 | Сеул               | Чон Сун Ман, Ким Вон Тхак, Сон Ми Чун                                                                  | Лёгкая атлетика                                                                                     |
| 1992 | Барселона          | Антонио Ребольо                                                                                        | Стрельба из лука (паралимпийская)                                                                   |
| 1996 | Атланта            | Мухаммед Али                                                                                           | Бокс                                                                                                |
| 2000 | Сидней             | Кэти Фримен                                                                                            | Лёгкая атлетика                                                                                     |
| 2004 | Афины              | Никос Какламанакис                                                                                     | Парусный спорт                                                                                      |
| 2008 | Пекин              | Ли Нин                                                                                                 | Спортивная гимнастика                                                                               |
| 2012 | Лондон             | Кэллам Эйрли, Джордан Дакитт, Дезире Хенри, Кэти Кирк, Кэмерон Макритчи, Эйдан Рейнольдс, Адель Трейси | Семь молодых спортсменов в возрасте от 16 до 19 лет, выдвинутых известными британскими спортсменами |
| 2016 | Рио-де-Жанейро     | Вандерлей ди Лима                                                                                      | Лёгкая атлетика                                                                                     |
| 2020 | Токио              | Наоми Осака                                                                                            | Теннис                                                                                              |
| 2024 | Париж              | Мари-Жозе Перек Тедди Ринер                                                                            | Лёгкая атлетика Дзюдо                                                                               |
| 2028 | Лос-Анджелес       | | |

### Зимние Олимпийские игры
| Игры | Город             | Факелоносец                                                         | Специализация                                                                  |
| ---- | ----------------- | ------------------------------------------------------------------- | ------------------------------------------------------------------------------ |
| 1952 | Осло              | Эйгил Нансен                                                        | Внук Фритьофа Нансена                                                          |
| 1956 | Кортина-д’Ампеццо | Гвидо Кароли                                                        | Конькобежный спорт                                                             |
| 1960 | Скво-Вэлли        | Кеннет Хенри                                                        | Конькобежный спорт                                                             |
| 1964 | Инсбрук           | Йозеф Ридер                                                         | Горнолыжный спорт                                                              |
| 1968 | Гренобль          | Ален Кальма                                                         | Фигурное катание                                                               |
| 1972 | Саппоро           | Хидэки Такада                                                       | Школьник                                                                       |
| 1976 | Инсбрук           | Йозеф Файстмантль, Кристль Хаас                                     | Санный спорт                                                                   |
| 1980 | Лейк-Плэсид       | Чарльз Морган Керр                                                  | Доктор психологии                                                              |
| 1984 | Сараево           | Сандра Дубравчич                                                    | Фигурное катание                                                               |
| 1988 | Калгари           | Робин Перри                                                         | Школьница                                                                      |
| 1992 | Альбервиль        | Мишель Платини, Франсуа-Сириль Гранж                                | Футболист и школьник из Савойи                                                 |
| 1994 | Лиллехаммер       | Хокон                                                               | Кронпринц Норвегии                                                             |
| 1998 | Нагано            | Мидори Ито                                                          | Фигурное катание                                                               |
| 2002 | Солт-Лейк-Сити    | Олимпийская сборная США по хоккею 1980 года                         | Хоккей с шайбой                                                                |
| 2006 | Турин             | Стефания Бельмондо                                                  | Лыжные гонки                                                                   |
| 2010 | Ванкувер          | Уэйн Гретцки, Катриона Лемэй-Доан, Стив Нэш, Нэнси Грин, Рик Хансен | Хоккей с шайбой, конькобежный спорт, баскетбол, горнолыжный спорт, паралимпиец |
| 2014 | Сочи              | Ирина Роднина Владислав Третьяк                                     | Фигурное катание хоккей с шайбой                                               |
| 2018 | Пхёнчхан          | Ким Ён А                                                            | Фигурное катание                                                               |
| 2022 | Пекин             | Чжао Цзявэнь Динигир Йиламуцзян                                     | Лыжное двоеборье Лыжные гонки                                                  |
| 2026 | Милан             |                                                                     |                                                                                |

## Способы транспортировки олимпийского огня
| Вид транспорта                                                                      | Год  | Город проведения Игр |
| Лыжи                                                                                | 1952 | Осло (ЗОИ)           |
| Самолёт                                                                             | 1952 | Хельсинки (ЛОИ)      |
| Лошади                                                                              | 1956 | Стокгольм (ЛОИ)      |
| Корабль, шлюпка, водные лыжи                                                        | 1968 | Мехико (ЛОИ)         |
| Мотоцикл                                                                            | 1972 | Мюнхен (ЛОИ)         |
| Лазерный луч                                                                        | 1976 | Монреаль (ЛОИ)       |
| Вертолёт                                                                            | 1984 | Лос-Анджелес (ЛОИ)   |
| Снегоход                                                                            | 1988 | Калгари (ЗОИ)        |
| Сверхзвуковой самолёт Concorde                                                      | 1992 | Альбервиль (ЗОИ)     |
| Фрегат Cataluna                                                                     | 1992 | Барселона (ЛОИ)      |
| Оленья упряжка, парашют, инвалидная коляска                                         | 1994 | Лиллехаммер (ЗОИ)    |
| Каноэ, пони-экспресс, пароход, поезд                                                | 1996 | Атланта (ЛОИ)        |
| Собачья упряжка, снегоход, сани, запряжённые лошадьми                               | 2002 | Солт-Лейк-Сити (ЗОИ) |
| Болид «Формулы-1» команды «Феррари», венецианская гондола                           | 2006 | Турин (ЗОИ)          |
| Дракон (традиционная китайская лодка)                                               | 2008 | Пекин (ЛОИ)          |
| Традиционная английская лодка, скаковые лошади, паровоз, тарзанка, скоростной катер | 2012 | Лондон (ЛОИ)         |